# Dendryphantes mendicus
Dendryphantes mendicus là một loài nhện trong họ Salticidae.
Loài này thuộc chi Dendryphantes. Dendryphantes mendicus được Carl Ludwig Koch miêu tả năm 1846.